# TJ Cox

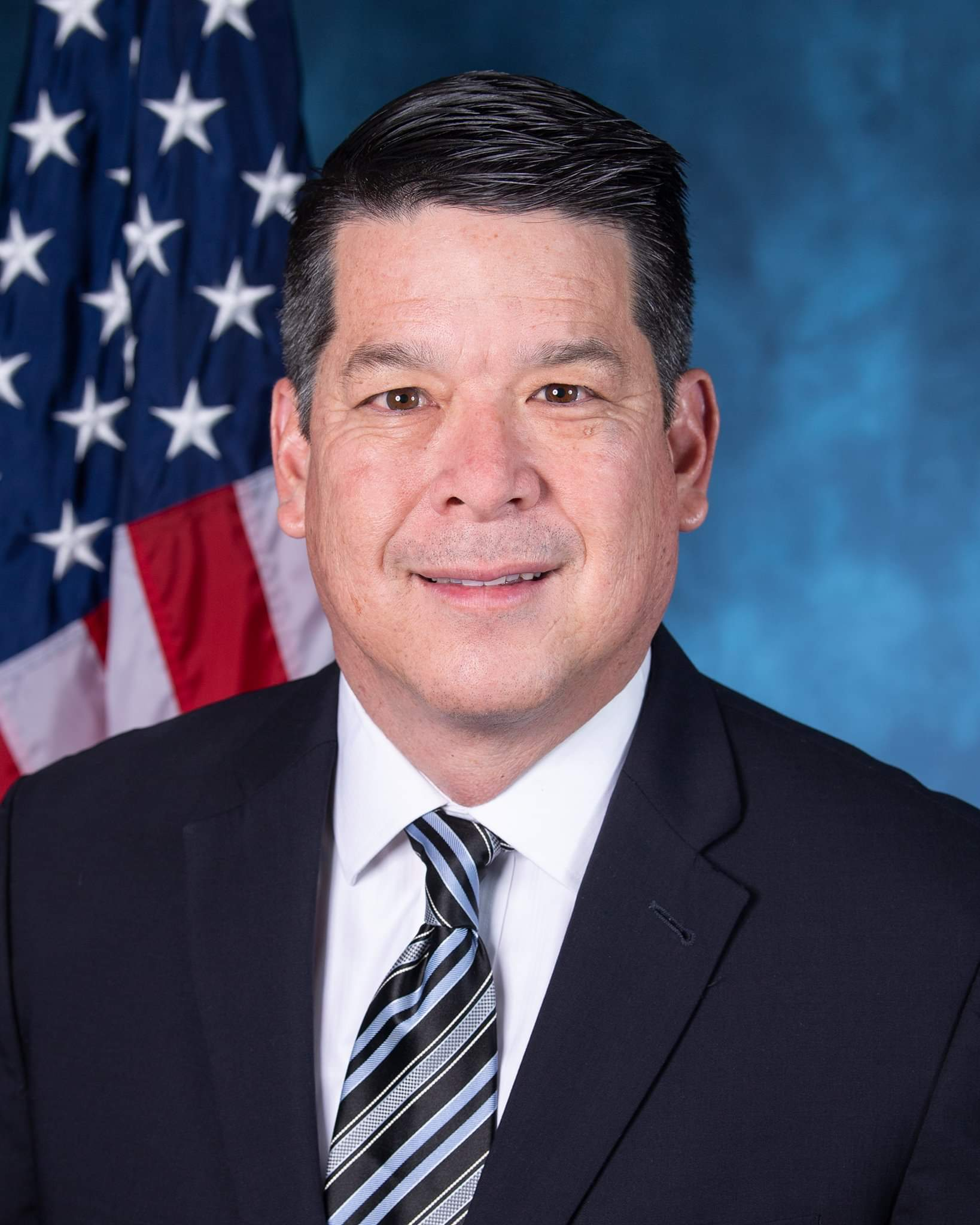
TJ Cox

Terrance John „TJ“ Cox (* 18. Juli 1963 in Walnut Creek, Kalifornien) ist ein US-amerikanischer Politiker der Demokratischen Partei. Von Januar 2019 bis Januar 2021 vertrat er den Bundesstaat Kalifornien im US-Repräsentantenhaus.

## Werdegang
Cox, der als Sohn eines Chinesen und einer Philippinin im Ort Walnut Creek im US-Bundesstaat Kalifornien geboren wurde, wuchs auch dort auf. Sein Vater unterrichtete Chemieingenieurwesen. Cox erlangte 1986 einen Bachelorabschluss in eben jener Fachrichtung von der Mackay School of Earth Sciences and Engineering, welche Teil der University of Nevada, Reno ist. Später erlangte er zudem einen Master of Business Administration von der Southern Methodist University. Nach dem Abschluss gründete er unter anderem zwei Unternehmen der Nussverarbeitung und war Manager eines Stadtentwicklungsunternehmens.
Cox wurde Mitglied der Demokratischen Partei und stellte sich erstmals 2006 zur Wahl für das US-Repräsentantenhaus, wo er, damals noch für den 19. Bezirk antretend, dem Republikaner George Radanovich unterlag. Bei den Kongresswahlen des Jahres 2018 wurde Cox im 21. Wahlbezirk von Kalifornien knapp mit unter 900 Stimmen Vorsprung vor dem Republikaner David Valadao in das US-Repräsentantenhaus in Washington D.C. gewählt. Das Wahlergebnis stand erst nach vier Wochen Auszählung fest, nachdem Valadao am Wahlabend noch mit 5000 Stimmen vorn gelegen hatte. Am 3. Januar 2019 trat er seine neue Position an. Bei der Wahl 2020 Unterlagen Cox David Valadao.

## Privates
Cox ist mit der Kinderärztin Kathleen Murphy verheiratet. Sie leben in Fresno und sind Eltern von vier Kindern.